# Blagoje Marjanović

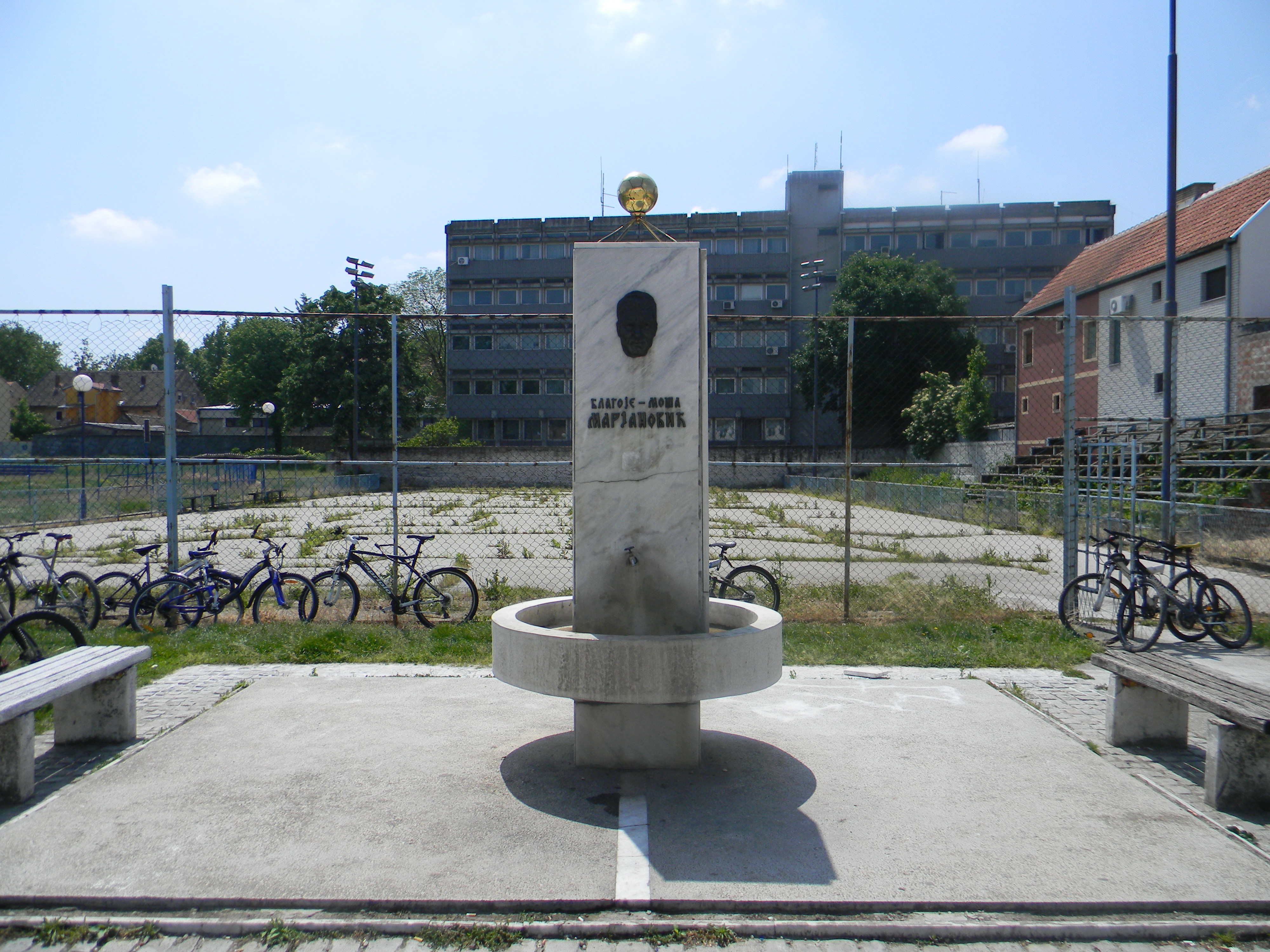
Ehrenmal für Blagoje Marjanović beim Stadion von Dinamo Pančevo

Blagoje „Moša“ Marjanović (serbisch-kyrillisch Благоје Марјановић; * 9. September 1907 in Belgrad; † 1. Oktober 1984 ebenda) war ein jugoslawischer Fußballspieler und -trainer. Er ist der mit 36 Toren der dritterfolgreichste Torschütze der ehemaligen jugoslawischen Nationalmannschaft, mit der er bei der Weltmeisterschaft 1930 in Uruguay das Halbfinale erreichte. Marjanović galt in den 1930ern als einer der weltbesten Stürmer.

## Geschichte
Geboren in einer serbischstämmigen Familie in Belgrad, spielte Marjanović in seiner Karriere hauptsächlich für den Belgrader SK, wobei er in den 13 Jahren beim Hauptstadtclub als Stürmer mehrere 100 Tore erzielte. Als Mitglied der jugoslawischen Nationalmannschaft erreichte er das Halbfinale der Weltmeisterschaft 1930 in Montevideo, Uruguay. Insgesamt wurde er in 57 internationalen Begegnungen eingesetzt, wobei ihm 36 Tore gelangen, womit er heute der dritterfolgreichste Torschütze der ehemaligen jugoslawischen Nationalmannschaft ist. Zu seinen Erfolgen zählen unter anderem vier jugoslawische Meistertitel. Er war auch dreimal Torschützenkönig der 1. jugoslawischen Liga. Nach Beendigung seiner aktiven Laufbahn wirkte Marjanović als Trainer unter anderem für seinen langjährigen Verein BSK und die italienischen Clubs AC Turin und Catania Calcio.
| Personendaten    | Personendaten                                    |
| ---------------- | ------------------------------------------------ |
| NAME             | Marjanović, Blagoje                              |
| ALTERNATIVNAMEN  | Marjanović, Moša; Марјановић, Благоје (serbisch) |
| KURZBESCHREIBUNG | jugoslawischer Fußballspieler und -trainer       |
| GEBURTSDATUM     | 9. September 1907                                |
| GEBURTSORT       | Belgrad                                          |
| STERBEDATUM      | 1. Oktober 1984                                  |
| STERBEORT        | Belgrad                                          |